# Calycomyza hyptisicola
Calycomyza hyptisicola är en tvåvingeart som beskrevs av Spencer 1973. Calycomyza hyptisicola ingår i släktet Calycomyza och familjen minerarflugor.
Artens utbredningsområde är Venezuela. Inga underarter finns listade i Catalogue of Life.